# Utzenstorf
Utzenstorf (toponimo tedesco) è un comune svizzero di 4 295 abitanti del Canton Berna, nella regione dell'Emmental-Alta Argovia (circondario dell'Emmental).

## Monumenti e luoghi d'interesse

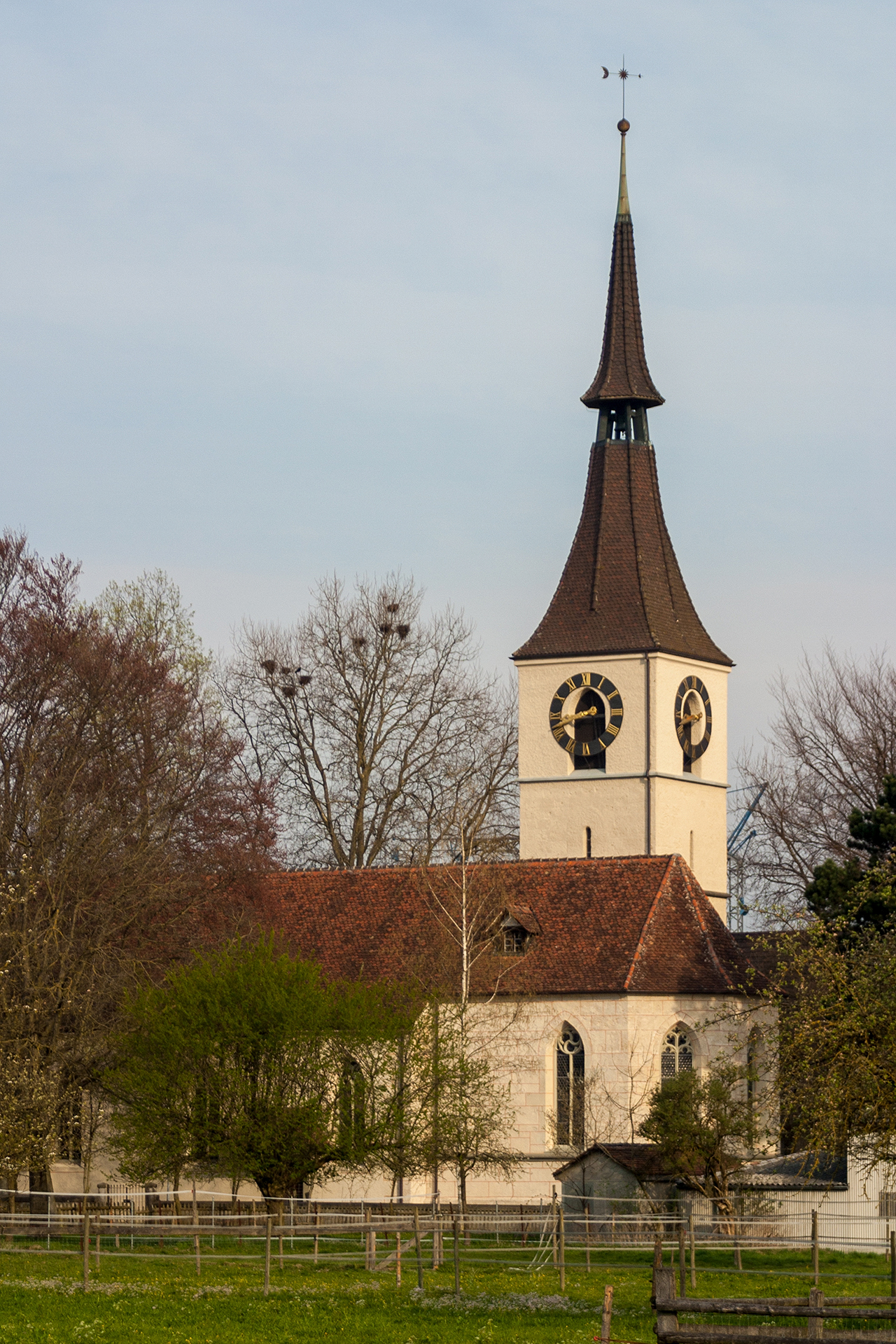
La chiesa riformata

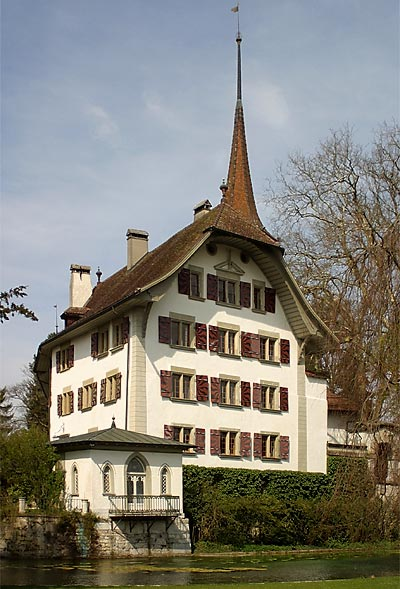
Il castello di Landshut

- Chiesa riformata (già di San Martino), eretta nell'XI-XII secolo e ricostruita nel 1457[1];
- Castello di Landshut, eretto nel XII secolo e ricostruito nel XIII secolo, nel 1624-1630 e nel 1812-1815[2].

## Società

### Evoluzione demografica
L'evoluzione demografica è riportata nella seguente tabella:
Abitanti censiti

## Geografia antropica

### Frazioni e quartieri
- Altwiden
- Ei
- Landshut[2]
- Schachen
- Utzenstorf
  - Oberdorf
  - Unterdorf

## Infrastrutture e trasporti
Utzenstorf è servito dall'omonima stazione sulla ferrovia Emmentalbahn.

## Amministrazione
Ogni famiglia originaria del luogo fa parte del cosiddetto comune patriziale e ha la responsabilità della manutenzione di ogni bene ricadente all'interno dei confini del comune.